# Unicodeblock Malayalam
Der Unicodeblock Malayalam (U+0D00 bis U+0D7F) enthält die Zeichen der Malayalam-Schrift, mit der die gleichnamige Sprache geschrieben wird.

## Tabelle
In diesem Block wurde eine Reihe von Zeichen erst mit Version 7.0.0 oder später des Standards definiert und deshalb dürfte es noch kaum Fonts für die Darstellung dieser Zeichen geben.
| Unicodenummer | Zeichen (400 %) | Kategorie                               | Bidirektionale Klasse       | Offizielle Bezeichnung                          | Beschreibung                                   |
| ------------- | --------------- | --------------------------------------- | --------------------------- | ----------------------------------------------- | ---------------------------------------------- |
| U+0D00 (3328) | ഀ                | Markierung ohne Extrabreite             | Markierung ohne Extrabreite | MALAYALAM SIGN COMBINING ANUSVARA ABOVE         | Kombinierendes Malayalam-Zeichen Anusvara oben |
| U+0D01 (3329) | ഁ                | Markierung ohne Extrabreite             | Markierung ohne Extrabreite | MALAYALAM SIGN CANDRABINDU                      | Malayalam-Zeichen Candrabindu                  |
| U+0D02 (3330) | ം                | Markierung mit Extrabreite              | links nach rechts           | MALAYALAM SIGN ANUSVARA                         | Malayalam-Zeichen Anusvara                     |
| U+0D03 (3331) | ഃ                | Markierung mit Extrabreite              | links nach rechts           | MALAYALAM SIGN VISARGA                          | Malayalam-Zeichen Visarga                      |
| U+0D04 (3332) | ഄ               | anderer Buchstabe, Silbe oder Ideogramm | links nach rechts           | MALAYALAM SIGN VEDIC ANUSVARA                   | Malayalam-Zeichen vedisches Anusvara           |
| U+0D05 (3333) | അ               | anderer Buchstabe, Silbe oder Ideogramm | links nach rechts           | MALAYALAM LETTER A                              | Malayalam-Buchstabe A                          |
| U+0D06 (3334) | ആ               | anderer Buchstabe, Silbe oder Ideogramm | links nach rechts           | MALAYALAM LETTER AA                             | Malayalam-Buchstabe Aa                         |
| U+0D07 (3335) | ഇ               | anderer Buchstabe, Silbe oder Ideogramm | links nach rechts           | MALAYALAM LETTER I                              | Malayalam-Buchstabe I                          |
| U+0D08 (3336) | ഈ               | anderer Buchstabe, Silbe oder Ideogramm | links nach rechts           | MALAYALAM LETTER II                             | Malayalam-Buchstabe Ii                         |
| U+0D09 (3337) | ഉ               | anderer Buchstabe, Silbe oder Ideogramm | links nach rechts           | MALAYALAM LETTER U                              | Malayalam-Buchstabe U                          |
| U+0D0A (3338) | ഊ               | anderer Buchstabe, Silbe oder Ideogramm | links nach rechts           | MALAYALAM LETTER UU                             | Malayalam-Buchstabe Uu                         |
| U+0D0B (3339) | ഋ               | anderer Buchstabe, Silbe oder Ideogramm | links nach rechts           | MALAYALAM LETTER VOCALIC R                      | Malayalam-Buchstabe vokalisches R              |
| U+0D0C (3340) | ഌ               | anderer Buchstabe, Silbe oder Ideogramm | links nach rechts           | MALAYALAM LETTER VOCALIC L                      | Malayalam-Buchstabe vokalisches L              |
| U+0D0E (3342) | എ               | anderer Buchstabe, Silbe oder Ideogramm | links nach rechts           | MALAYALAM LETTER E                              | Malayalam-Buchstabe E                          |
| U+0D0F (3343) | ഏ               | anderer Buchstabe, Silbe oder Ideogramm | links nach rechts           | MALAYALAM LETTER EE                             | Malayalam-Buchstabe Ee                         |
| U+0D10 (3344) | ഐ               | anderer Buchstabe, Silbe oder Ideogramm | links nach rechts           | MALAYALAM LETTER AI                             | Malayalam-Buchstabe Ai                         |
| U+0D12 (3346) | ഒ               | anderer Buchstabe, Silbe oder Ideogramm | links nach rechts           | MALAYALAM LETTER O                              | Malayalam-Buchstabe O                          |
| U+0D13 (3347) | ഓ               | anderer Buchstabe, Silbe oder Ideogramm | links nach rechts           | MALAYALAM LETTER OO                             | Malayalam-Buchstabe Oo                         |
| U+0D14 (3348) | ഔ               | anderer Buchstabe, Silbe oder Ideogramm | links nach rechts           | MALAYALAM LETTER AU                             | Malayalam-Buchstabe Au                         |
| U+0D15 (3349) | ക               | anderer Buchstabe, Silbe oder Ideogramm | links nach rechts           | MALAYALAM LETTER KA                             | Malayalam-Buchstabe Ka                         |
| U+0D16 (3350) | ഖ               | anderer Buchstabe, Silbe oder Ideogramm | links nach rechts           | MALAYALAM LETTER KHA                            | Malayalam-Buchstabe Kha                        |
| U+0D17 (3351) | ഗ               | anderer Buchstabe, Silbe oder Ideogramm | links nach rechts           | MALAYALAM LETTER GA                             | Malayalam-Buchstabe Ga                         |
| U+0D18 (3352) | ഘ               | anderer Buchstabe, Silbe oder Ideogramm | links nach rechts           | MALAYALAM LETTER GHA                            | Malayalam-Buchstabe Gha                        |
| U+0D19 (3353) | ങ               | anderer Buchstabe, Silbe oder Ideogramm | links nach rechts           | MALAYALAM LETTER NGA                            | Malayalam-Buchstabe Nga                        |
| U+0D1A (3354) | ച               | anderer Buchstabe, Silbe oder Ideogramm | links nach rechts           | MALAYALAM LETTER CA                             | Malayalam-Buchstabe Ca                         |
| U+0D1B (3355) | ഛ               | anderer Buchstabe, Silbe oder Ideogramm | links nach rechts           | MALAYALAM LETTER CHA                            | Malayalam-Buchstabe Cha                        |
| U+0D1C (3356) | ജ               | anderer Buchstabe, Silbe oder Ideogramm | links nach rechts           | MALAYALAM LETTER JA                             | Malayalam-Buchstabe Ja                         |
| U+0D1D (3357) | ഝ               | anderer Buchstabe, Silbe oder Ideogramm | links nach rechts           | MALAYALAM LETTER JHA                            | Malayalam-Buchstabe Jha                        |
| U+0D1E (3358) | ഞ               | anderer Buchstabe, Silbe oder Ideogramm | links nach rechts           | MALAYALAM LETTER NYA                            | Malayalam-Buchstabe Nya                        |
| U+0D1F (3359) | ട               | anderer Buchstabe, Silbe oder Ideogramm | links nach rechts           | MALAYALAM LETTER TTA                            | Malayalam-Buchstabe Tta                        |
| U+0D20 (3360) | ഠ               | anderer Buchstabe, Silbe oder Ideogramm | links nach rechts           | MALAYALAM LETTER TTHA                           | Malayalam-Buchstabe Ttha                       |
| U+0D21 (3361) | ഡ               | anderer Buchstabe, Silbe oder Ideogramm | links nach rechts           | MALAYALAM LETTER DDA                            | Malayalam-Buchstabe Dda                        |
| U+0D22 (3362) | ഢ               | anderer Buchstabe, Silbe oder Ideogramm | links nach rechts           | MALAYALAM LETTER DDHA                           | Malayalam-Buchstabe Ddha                       |
| U+0D23 (3363) | ണ               | anderer Buchstabe, Silbe oder Ideogramm | links nach rechts           | MALAYALAM LETTER NNA                            | Malayalam-Buchstabe Nna                        |
| U+0D24 (3364) | ത               | anderer Buchstabe, Silbe oder Ideogramm | links nach rechts           | MALAYALAM LETTER TA                             | Malayalam-Buchstabe Ta                         |
| U+0D25 (3365) | ഥ               | anderer Buchstabe, Silbe oder Ideogramm | links nach rechts           | MALAYALAM LETTER THA                            | Malayalam-Buchstabe Tha                        |
| U+0D26 (3366) | ദ               | anderer Buchstabe, Silbe oder Ideogramm | links nach rechts           | MALAYALAM LETTER DA                             | Malayalam-Buchstabe Da                         |
| U+0D27 (3367) | ധ               | anderer Buchstabe, Silbe oder Ideogramm | links nach rechts           | MALAYALAM LETTER DHA                            | Malayalam-Buchstabe Dha                        |
| U+0D28 (3368) | ന               | anderer Buchstabe, Silbe oder Ideogramm | links nach rechts           | MALAYALAM LETTER NA                             | Malayalam-Buchstabe Na                         |
| U+0D29 (3369) | ഩ               | anderer Buchstabe, Silbe oder Ideogramm | links nach rechts           | MALAYALAM LETTER NNNA                           | Malayalam-Buchstabe Nnna                       |
| U+0D2A (3370) | പ               | anderer Buchstabe, Silbe oder Ideogramm | links nach rechts           | MALAYALAM LETTER PA                             | Malayalam-Buchstabe Pa                         |
| U+0D2B (3371) | ഫ               | anderer Buchstabe, Silbe oder Ideogramm | links nach rechts           | MALAYALAM LETTER PHA                            | Malayalam-Buchstabe Pha                        |
| U+0D2C (3372) | ബ               | anderer Buchstabe, Silbe oder Ideogramm | links nach rechts           | MALAYALAM LETTER BA                             | Malayalam-Buchstabe Ba                         |
| U+0D2D (3373) | ഭ               | anderer Buchstabe, Silbe oder Ideogramm | links nach rechts           | MALAYALAM LETTER BHA                            | Malayalam-Buchstabe Bha                        |
| U+0D2E (3374) | മ               | anderer Buchstabe, Silbe oder Ideogramm | links nach rechts           | MALAYALAM LETTER MA                             | Malayalam-Buchstabe Ma                         |
| U+0D2F (3375) | യ               | anderer Buchstabe, Silbe oder Ideogramm | links nach rechts           | MALAYALAM LETTER YA                             | Malayalam-Buchstabe Ya                         |
| U+0D30 (3376) | ര               | anderer Buchstabe, Silbe oder Ideogramm | links nach rechts           | MALAYALAM LETTER RA                             | Malayalam-Buchstabe Ra                         |
| U+0D31 (3377) | റ               | anderer Buchstabe, Silbe oder Ideogramm | links nach rechts           | MALAYALAM LETTER RRA                            | Malayalam-Buchstabe Rra                        |
| U+0D32 (3378) | ല               | anderer Buchstabe, Silbe oder Ideogramm | links nach rechts           | MALAYALAM LETTER LA                             | Malayalam-Buchstabe La                         |
| U+0D33 (3379) | ള               | anderer Buchstabe, Silbe oder Ideogramm | links nach rechts           | MALAYALAM LETTER LLA                            | Malayalam-Buchstabe Lla                        |
| U+0D34 (3380) | ഴ               | anderer Buchstabe, Silbe oder Ideogramm | links nach rechts           | MALAYALAM LETTER LLLA                           | Malayalam-Buchstabe Llla                       |
| U+0D35 (3381) | വ               | anderer Buchstabe, Silbe oder Ideogramm | links nach rechts           | MALAYALAM LETTER VA                             | Malayalam-Buchstabe Va                         |
| U+0D36 (3382) | ശ               | anderer Buchstabe, Silbe oder Ideogramm | links nach rechts           | MALAYALAM LETTER SHA                            | Malayalam-Buchstabe Sha                        |
| U+0D37 (3383) | ഷ               | anderer Buchstabe, Silbe oder Ideogramm | links nach rechts           | MALAYALAM LETTER SSA                            | Malayalam-Buchstabe Ssa                        |
| U+0D38 (3384) | സ               | anderer Buchstabe, Silbe oder Ideogramm | links nach rechts           | MALAYALAM LETTER SA                             | Malayalam-Buchstabe Sa                         |
| U+0D39 (3385) | ഹ               | anderer Buchstabe, Silbe oder Ideogramm | links nach rechts           | MALAYALAM LETTER HA                             | Malayalam-Buchstabe Ha                         |
| U+0D3A (3386) | ഺ               | anderer Buchstabe, Silbe oder Ideogramm | links nach rechts           | MALAYALAM LETTER TTTA                           | Malayalam-Buchstabe Ttta                       |
| U+0D3B (3387) | ഻                | Markierung ohne Extrabreite             | Markierung ohne Extrabreite | MALAYALAM SIGN VERTICAL BAR VIRAMA              | Malayalam-Zeichen vertikales Strich-Virama     |
| U+0D3C (3388) | ഼                | Markierung ohne Extrabreite             | Markierung ohne Extrabreite | MALAYALAM SIGN CIRCULAR VIRAMA                  | Malayalam-Zeichen kreisförmiges Virama         |
| U+0D3D (3389) | ഽ               | anderer Buchstabe, Silbe oder Ideogramm | links nach rechts           | MALAYALAM SIGN AVAGRAHA                         | Malayalam-Zeichen Avagraha                     |
| U+0D3E (3390) | ാ                | Markierung mit Extrabreite              | links nach rechts           | MALAYALAM VOWEL SIGN AA                         | Malayalam-Vokalzeichen Aa                      |
| U+0D3F (3391) | ി                | Markierung mit Extrabreite              | links nach rechts           | MALAYALAM VOWEL SIGN I                          | Malayalam-Vokalzeichen I                       |
| U+0D40 (3392) | ീ                | Markierung mit Extrabreite              | links nach rechts           | MALAYALAM VOWEL SIGN II                         | Malayalam-Vokalzeichen Ii                      |
| U+0D41 (3393) | ു                | Markierung ohne Extrabreite             | Markierung ohne Extrabreite | MALAYALAM VOWEL SIGN U                          | Malayalam-Vokalzeichen U                       |
| U+0D42 (3394) | ൂ                | Markierung ohne Extrabreite             | Markierung ohne Extrabreite | MALAYALAM VOWEL SIGN UU                         | Malayalam-Vokalzeichen Uu                      |
| U+0D43 (3395) | ൃ                | Markierung ohne Extrabreite             | Markierung ohne Extrabreite | MALAYALAM VOWEL SIGN VOCALIC R                  | Malayalam-Vokalzeichen vokalisches R           |
| U+0D44 (3396) | ൄ                | Markierung ohne Extrabreite             | Markierung ohne Extrabreite | MALAYALAM VOWEL SIGN VOCALIC RR                 | Malayalam-Vokalzeichen vokalisches Rr          |
| U+0D46 (3398) | െ                | Markierung mit Extrabreite              | links nach rechts           | MALAYALAM VOWEL SIGN E                          | Malayalam-Vokalzeichen E                       |
| U+0D47 (3399) | േ                | Markierung mit Extrabreite              | links nach rechts           | MALAYALAM VOWEL SIGN EE                         | Malayalam-Vokalzeichen Ee                      |
| U+0D48 (3400) | ൈ                | Markierung mit Extrabreite              | links nach rechts           | MALAYALAM VOWEL SIGN AI                         | Malayalam-Vokalzeichen Ai                      |
| U+0D4A (3402) | ൊ                | Markierung mit Extrabreite              | links nach rechts           | MALAYALAM VOWEL SIGN O                          | Malayalam-Vokalzeichen O                       |
| U+0D4B (3403) | ോ                | Markierung mit Extrabreite              | links nach rechts           | MALAYALAM VOWEL SIGN OO                         | Malayalam-Vokalzeichen Oo                      |
| U+0D4C (3404) | ൌ                | Markierung mit Extrabreite              | links nach rechts           | MALAYALAM VOWEL SIGN AU                         | Malayalam-Vokalzeichen Au                      |
| U+0D4D (3405) | ്                | Markierung ohne Extrabreite             | Markierung ohne Extrabreite | MALAYALAM SIGN VIRAMA                           | Malayalam-Zeichen Virama                       |
| U+0D4E (3406) | ൎ               | anderer Buchstabe, Silbe oder Ideogramm | links nach rechts           | MALAYALAM LETTER DOT REPH                       | Malayalam-Buchstabe Punkt-Reph                 |
| U+0D4F (3407) | ൏               | anderes Symbol                          | links nach rechts           | MALAYALAM SIGN PARA                             | Malayalam-Zeichen Para                         |
| U+0D54 (3412) | ൔ               | anderer Buchstabe, Silbe oder Ideogramm | links nach rechts           | MALAYALAM LETTER CHILLU M                       | Malayalam-Buchstabe Chillu-M                   |
| U+0D55 (3413) | ൕ               | anderer Buchstabe, Silbe oder Ideogramm | links nach rechts           | MALAYALAM LETTER CHILLU Y                       | Malayalam-Buchstabe Chillu-Y                   |
| U+0D56 (3414) | ൖ               | anderer Buchstabe, Silbe oder Ideogramm | links nach rechts           | MALAYALAM LETTER CHILLU LLL                     | Malayalam-Buchstabe Chillu-Lll                 |
| U+0D57 (3415) | ൗ                | Markierung mit Extrabreite              | links nach rechts           | MALAYALAM AU LENGTH MARK                        | Malayalam-Au-Längenzeichen                     |
| U+0D58 (3416) | ൘               | anderes Zahlzeichen                     | links nach rechts           | MALAYALAM FRACTION ONE ONE-HUNDRED-AND-SIXTIETH | Malayalam-Bruch ein Hundertsechzigstel         |
| U+0D59 (3417) | ൙               | anderes Zahlzeichen                     | links nach rechts           | MALAYALAM FRACTION ONE FORTIETH                 | Malayalam-Bruch ein Vierzigstel                |
| U+0D5A (3418) | ൚               | anderes Zahlzeichen                     | links nach rechts           | MALAYALAM FRACTION THREE EIGHTIETHS             | Malayalam-Bruch drei Achtzigstel               |
| U+0D5B (3419) | ൛               | anderes Zahlzeichen                     | links nach rechts           | MALAYALAM FRACTION ONE TWENTIETH                | Malayalam-Bruch ein Zwanzigstel                |
| U+0D5C (3420) | ൜               | anderes Zahlzeichen                     | links nach rechts           | MALAYALAM FRACTION ONE TENTH                    | Malayalam-Bruch ein Zehntel                    |
| U+0D5D (3421) | ൝               | anderes Zahlzeichen                     | links nach rechts           | MALAYALAM FRACTION THREE TWENTIETHS             | Malayalam-Bruch drei Zwanzigstel               |
| U+0D5E (3422) | ൞               | anderes Zahlzeichen                     | links nach rechts           | MALAYALAM FRACTION ONE FIFTH                    | Malayalam-Bruch ein Fünftel                    |
| U+0D5F (3423) | ൟ               | anderer Buchstabe, Silbe oder Ideogramm | links nach rechts           | MALAYALAM LETTER ARCHAIC II                     | Malayalam-Buchstabe altes Ii                   |
| U+0D60 (3424) | ൠ               | anderer Buchstabe, Silbe oder Ideogramm | links nach rechts           | MALAYALAM LETTER VOCALIC RR                     | Malayalam-Buchstabe vokalisches Rr             |
| U+0D61 (3425) | ൡ               | anderer Buchstabe, Silbe oder Ideogramm | links nach rechts           | MALAYALAM LETTER VOCALIC LL                     | Malayalam-Buchstabe vokalisches Ll             |
| U+0D62 (3426) | ൢ                | Markierung ohne Extrabreite             | Markierung ohne Extrabreite | MALAYALAM VOWEL SIGN VOCALIC L                  | Malayalam-Vokalzeichen vokalisches L           |
| U+0D63 (3427) | ൣ                | Markierung ohne Extrabreite             | Markierung ohne Extrabreite | MALAYALAM VOWEL SIGN VOCALIC LL                 | Malayalam-Vokalzeichen vokalisches Ll          |
| U+0D66 (3430) | ൦               | Dezimalziffer                           | links nach rechts           | MALAYALAM DIGIT ZERO                            | Malayalam-Ziffer Null                          |
| U+0D67 (3431) | ൧               | Dezimalziffer                           | links nach rechts           | MALAYALAM DIGIT ONE                             | Malayalam-Ziffer Eins                          |
| U+0D68 (3432) | ൨               | Dezimalziffer                           | links nach rechts           | MALAYALAM DIGIT TWO                             | Malayalam-Ziffer Zwei                          |
| U+0D69 (3433) | ൩               | Dezimalziffer                           | links nach rechts           | MALAYALAM DIGIT THREE                           | Malayalam-Ziffer Drei                          |
| U+0D6A (3434) | ൪               | Dezimalziffer                           | links nach rechts           | MALAYALAM DIGIT FOUR                            | Malayalam-Ziffer Vier                          |
| U+0D6B (3435) | ൫               | Dezimalziffer                           | links nach rechts           | MALAYALAM DIGIT FIVE                            | Malayalam-Ziffer Fünf                          |
| U+0D6C (3436) | ൬               | Dezimalziffer                           | links nach rechts           | MALAYALAM DIGIT SIX                             | Malayalam-Ziffer Sechs                         |
| U+0D6D (3437) | ൭               | Dezimalziffer                           | links nach rechts           | MALAYALAM DIGIT SEVEN                           | Malayalam-Ziffer Sieben                        |
| U+0D6E (3438) | ൮               | Dezimalziffer                           | links nach rechts           | MALAYALAM DIGIT EIGHT                           | Malayalam-Ziffer Acht                          |
| U+0D6F (3439) | ൯               | Dezimalziffer                           | links nach rechts           | MALAYALAM DIGIT NINE                            | Malayalam-Ziffer Neun                          |
| U+0D70 (3440) | ൰               | anderes Zahlzeichen                     | links nach rechts           | MALAYALAM NUMBER TEN                            | Malayalam-Ziffer Zehn                          |
| U+0D71 (3441) | ൱               | anderes Zahlzeichen                     | links nach rechts           | MALAYALAM NUMBER ONE HUNDRED                    | Malayalam-Ziffer Hundert                       |
| U+0D72 (3442) | ൲               | anderes Zahlzeichen                     | links nach rechts           | MALAYALAM NUMBER ONE THOUSAND                   | Malayalam-Ziffer Tausend                       |
| U+0D73 (3443) | ൳               | anderes Zahlzeichen                     | links nach rechts           | MALAYALAM FRACTION ONE QUARTER                  | Malayalam-Bruch ein Viertel                    |
| U+0D74 (3444) | ൴               | anderes Zahlzeichen                     | links nach rechts           | MALAYALAM FRACTION ONE HALF                     | Malayalam-Bruch ein Halbes                     |
| U+0D75 (3445) | ൵               | anderes Zahlzeichen                     | links nach rechts           | MALAYALAM FRACTION THREE QUARTERS               | Malayalam-Bruch drei Viertel                   |
| U+0D76 (3446) | ൶               | anderes Zahlzeichen                     | links nach rechts           | MALAYALAM FRACTION ONE SIXTEENTH                | Malayalam-Bruch ein Sechzehntel                |
| U+0D77 (3447) | ൷               | anderes Zahlzeichen                     | links nach rechts           | MALAYALAM FRACTION ONE EIGHTH                   | Malayalam-Bruch ein Achtel                     |
| U+0D78 (3448) | ൸               | anderes Zahlzeichen                     | links nach rechts           | MALAYALAM FRACTION THREE SIXTEENTHS             | Malayalam-Bruch drei Sechzehntel               |
| U+0D79 (3449) | ൹               | anderes Symbol                          | links nach rechts           | MALAYALAM DATE MARK                             | Malayalam-Datumszeichen                        |
| U+0D7A (3450) | ൺ               | anderer Buchstabe, Silbe oder Ideogramm | links nach rechts           | MALAYALAM LETTER CHILLU NN                      | Malayalam-Buchstabe Chillu-Nn                  |
| U+0D7B (3451) | ൻ               | anderer Buchstabe, Silbe oder Ideogramm | links nach rechts           | MALAYALAM LETTER CHILLU N                       | Malayalam-Buchstabe Chillu-N                   |
| U+0D7C (3452) | ർ               | anderer Buchstabe, Silbe oder Ideogramm | links nach rechts           | MALAYALAM LETTER CHILLU RR                      | Malayalam-Buchstabe Chillu-Rr                  |
| U+0D7D (3453) | ൽ               | anderer Buchstabe, Silbe oder Ideogramm | links nach rechts           | MALAYALAM LETTER CHILLU L                       | Malayalam-Buchstabe Chillu-L                   |
| U+0D7E (3454) | ൾ               | anderer Buchstabe, Silbe oder Ideogramm | links nach rechts           | MALAYALAM LETTER CHILLU LL                      | Malayalam-Buchstabe Chillu-Ll                  |
| U+0D7F (3455) | ൿ               | anderer Buchstabe, Silbe oder Ideogramm | links nach rechts           | MALAYALAM LETTER CHILLU K                       | Malayalam-Buchstabe Chillu-K                   |